# 佩羅特木薑子
佩羅特木薑子（学名：Litsea perrottetii）为樟科木薑子屬下的一个种。